# Jacutingaïta
La jacutingaïta és un mineral de la classe dels sulfurs, que va ser aprovat per l'Associació Mineralògica Internacional l'any 2011. El seu codi era IMA2010-078. Rep el seu nom del filó aurífer ric en hematites conegut com a jacutinga, a Mines Gerais (Brasil).

## Característiques
La jacuntingaïta és un selenur de platí i mercuri amb fórmula Pt₂HgSe₃. És isotípic amb una espècie mineral encara sense anomenar, un selenur de pal·ladi i mercuri. Cristal·litza en el sistema hexagonal, i la seva duresa a l'escala de Mohs és de 3,5. Tant el seu color com la seva ratlla són grises.

## Formació i jaciments
La jacupingaïta ha estat trobada a la mina Cauê, a Itabira (Minas Gerais, Brasil), una mina de ferro, or i pal·ladi amb una associació única de metalls preciosos. Se n'ha trobat en un gra de 50μm, en un agregat d'atheneïta, potarita i hematites.